# トリート・ハー・ジェントリー〜ロンリー・オールド・ピープル
トリート・ハー・ジェントリー〜ロンリー・オールド・ピープル（原題：Treat her Gently~Lonely Old People）は、1975年にウイングスが発表した楽曲。アルバムヴィーナス・アンド・マースの実質的なクロージングナンバー。

## 概要
この曲は大きく分けて二つの節で構成されている。「トリート・ハー・ジェントリー」と「ロンリー・オールド・ピープル」、それぞれ4拍子と3拍子の節なのだが、違和感無くつながっている。ただし、この曲は最初からメドレーとして作られたのであり、「トリート・ハー・ジェントリー」「ロンリー・オールド・ピープル」という二つの曲を合体して作った曲ではない。
アルバムでは前曲「あの娘におせっかい」とメドレーになっている。「あの娘におせっかい」の最後のバラード風のパートは、この曲と違和感無く繋げるために挿入されたものである。
歌詞は孤独な老人を皮肉まじりに歌ったもの。